# Snowboard aux Jeux paralympiques de 2018
Navigation
Sotchi 2014 Pékin 2022
Les épreuves de snowboard  aux Jeux paralympiques d'hiver de 2018 se tiennent le 12 mars 2018 et 16 mars 2018 à la station alpine de Jungbong dans le district de Jeongseon (Corée du Sud).
C'est la première fois que la discipline est officiellement représentée aux Jeux car lors de la précédente édition des Jeux, deux épreuves de snowboard avaient été intégrées au programme de ski alpin.
Deux types d'épreuves sont présents :
- Snowboard Cross : épreuve où les concurrents sont opposés sur un parcours comportant tout un éventail d'obstacles : virages relevés, rollers, spines, sauts, etc.
- Banked Slalom : épreuve dont les concurrents effectuent le parcours en franchissant des portes

Les catégories de handicaps sont soit le haut du corps (SB-UL), soit le bas du corps (SB-LL-1 et SB-LL-2)

## Médaillés

### Hommes
| Épreuves               | Or                           | Argent                       | Bronze                       |
| ---------------------- | ---------------------------- | ---------------------------- | ---------------------------- |
| Snowboard Cross SB-UL  | Simon Patmore (Australie)    | Manuel Pozzerle (Italie)     | Mike Minor (États-Unis)      |
| Snowboard Cross SB-LL1 | Mike Schultz (États-Unis)    | Chris Vos (Pays-Bas)         | Noah Elliott (États-Unis)    |
| Snowboard Cross SB-LL2 | Matti Suur-Hamari (Finlande) | Keith Gabel (États-Unis)     | Gurimu Narita (Japon)        |
| Banked Slalom SB-UL    | Mike Minor (États-Unis)      | Patrick Mayrhofer (Autriche) | Simon Patmore (Australie)    |
| Banked Slalom SB-LL1   | Noah Elliott (États-Unis)    | Mike Schultz (États-Unis)    | Bruno Bosnjak (Croatie)      |
| Banked Slalom SB-LL2   | Gurimu Narita (Japon)        | Evan Strong (États-Unis)     | Matti Suur-Hamari (Finlande) |

### Femmes
| Épreuves               | Or                            | Argent                              | Bronze                              |
| ---------------------- | ----------------------------- | ----------------------------------- | ----------------------------------- |
| Snowboard Cross SB-LL1 | Brenna Huckaby (États-Unis)   | Amy Purdy (États-Unis)              | Cécile Hernandez-Cervellon (France) |
| Snowboard Cross SB-LL2 | Bibian Mentel-Spee (Pays-Bas) | Lisa Bunschoten (Pays-Bas)          | Astrid Fina (Espagne)               |
| Banked Slalom SB-LL1   | Brenna Huckaby (États-Unis)   | Cécile Hernandez-Cervellon (France) | Amy Purdy (États-Unis)              |
| Banked Slalom SB-LL2   | Bibian Mentel-Spee (Pays-Bas) | Brittani Coury (États-Unis)         | Lisa Bunschoten (Pays-Bas)          |

## Tableau des médailles
- Pays organisateur (Corée du Sud)

| Rang  | Nation     | Or | Argent | Bronze | Total |
| ----- | ---------- | -- | ------ | ------ | ----- |
| 1     | États-Unis | 5  | 5      | 3      | 13    |
| 2     | Pays-Bas   | 2  | 2      | 1      | 5     |
| 3=    | Australie  | 1  | 0      | 1      | 2     |
| 3=    | Japon      | 1  | 0      | 1      | 2     |
| 3=    | Finlande   | 1  | 0      | 1      | 2     |
| 6     | France     | 0  | 1      | 1      | 1     |
| 7=    | Autriche   | 0  | 1      | 0      | 1     |
| 7=    | Italie     | 0  | 1      | 0      | 1     |
| 9=    | Espagne    | 0  | 0      | 1      | 1     |
| 9=    | Croatie    | 0  | 0      | 1      | 1     |
| Total | Total      | 10 | 10     | 10     | 30    |